# Qark Lezha

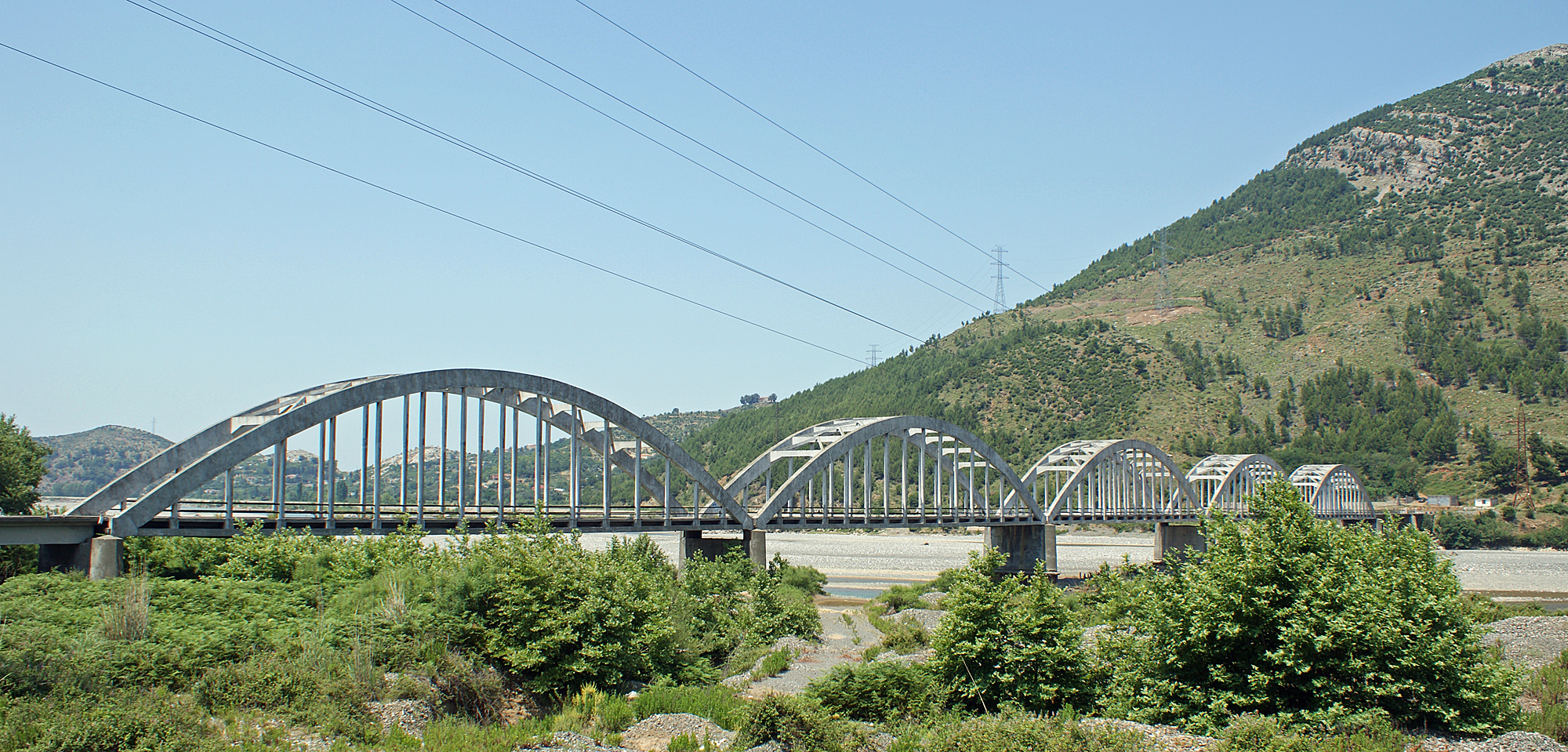
Die Zogu-Brücke über den Mat nördlich von Milot

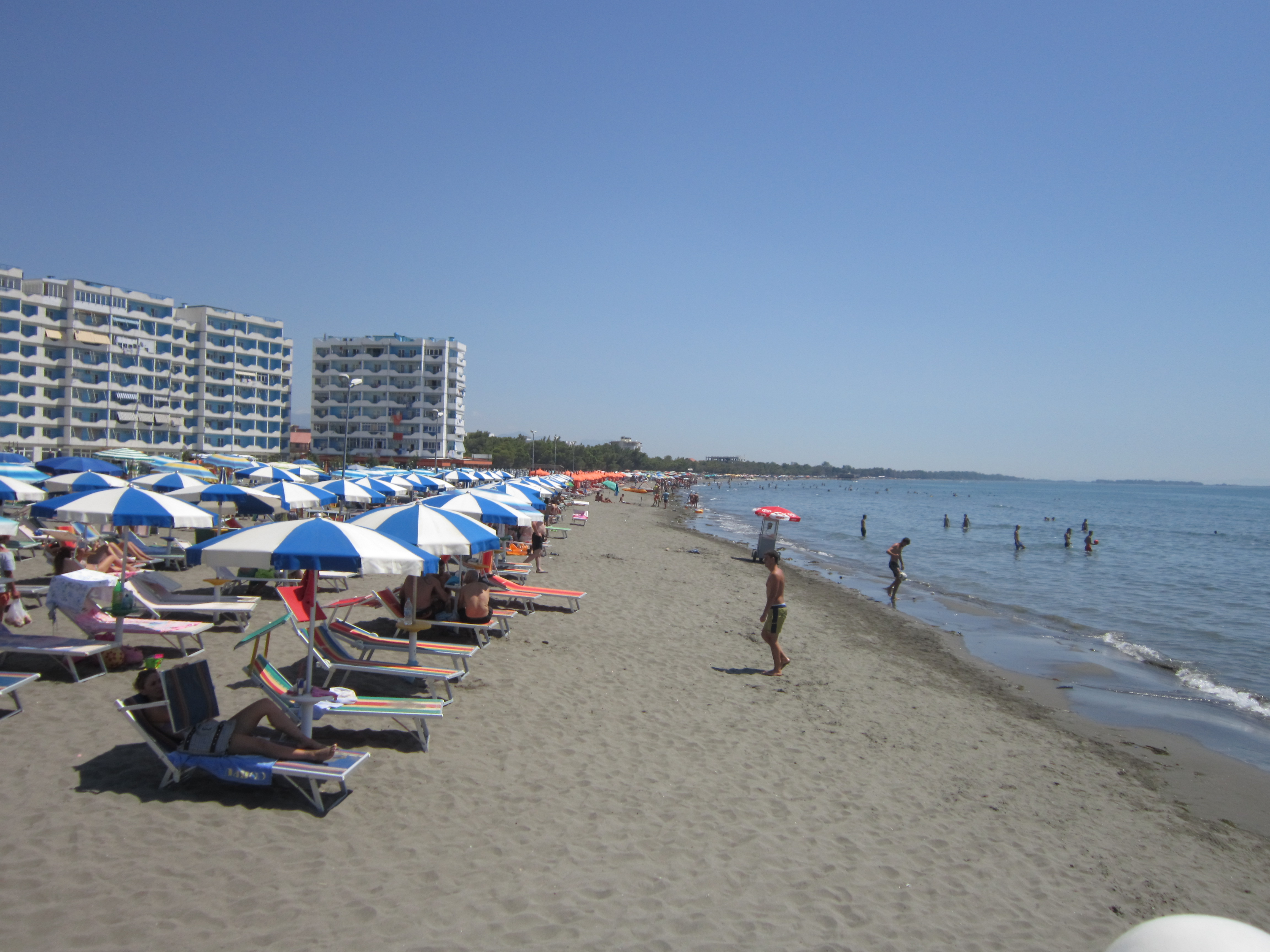
Strand von Shëngjin

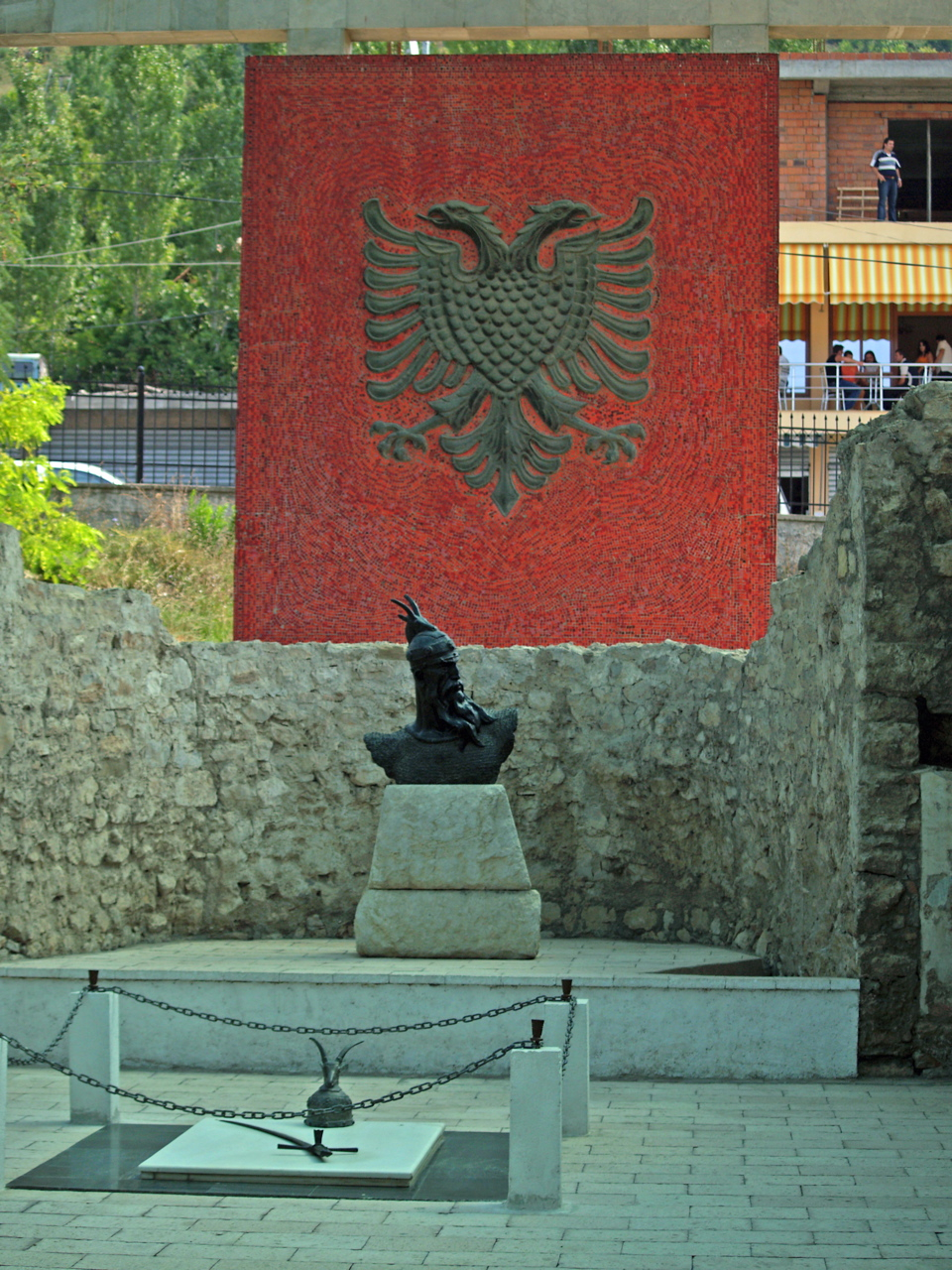
Grab Skanderbegs in der Kirche St. Nikolaus in Lezha

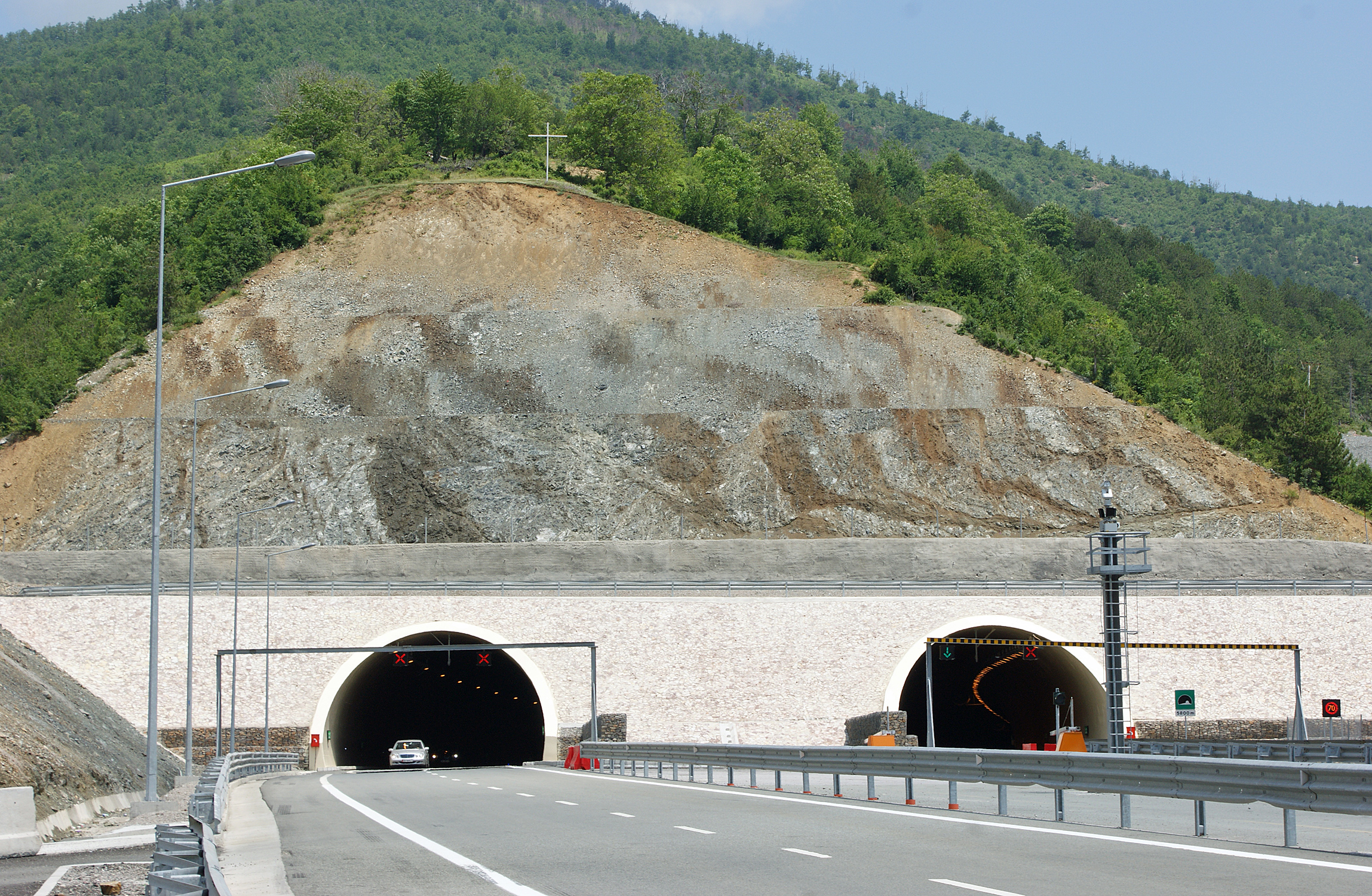
Der Kalimash-Tunnel ist der zweitlängste Straßentunnel Albaniens.

Der Qark Lezha (albanisch Qarku i Lezhës) ist einer der zwölf Qarks in Albanien. Er liegt in Nordalbanien, hat eine Fläche von 1588 Quadratkilometern und 99.384 Einwohner (2023). Die Hauptstadt ist Lezha.

## Geographie
Der Qark Lezha besteht aus Lezha als historisches und administratives Zentrum und dem Um- und Hinterland. Im Westen grenzt der Qark Lezha ans Adriatische Meer. Nach dem nicht allzu breiten Küstenstreifen erhebt sich gebirgiges Mirdita-Bergland. Höchster Punkt ist die Maja e Kunorës  (2121 m ü. A.) auf der Grenze im Südosten des Qarks. Die Bergregion im Südosten ist als Nationalpark Lura-Mali i Dejës geschützt. Wichtige Flüsse sind der Drin, der Mat und dessen Zufluss Fan.
Der Qark ist heute in die drei Gemeinden Kurbin, Lezha und Mirdita gegliedert. Bis 2015 setzte er sich aus den drei Kreisen Kurbin, Lezha und Mirdita zusammen.
Nördlich des Qarks liegt der Qark Shkodra, nordöstlich der Qark Kukës, südöstlich der Qark Dibra und südlich der Qark Durrës.

## Bevölkerung
Die Volkszählung 2023 weist für den Qark 99.384 Einwohner aus. Im Jahr 2011 waren es noch 134.027 Einwohner gewesen. Der Qark hat somit in zwölf Jahren einen Viertel seiner Bevölkerung verloren. Im Zeitraum von 2001 bis 2011 (116.109 Einwohner) konnte hingegen ein Bevölkerungswachstum von 15 % verzeichnet werden. Die Qark-Behörden hingegen nannten für den Januar 2007 eine deutlich höhere Zahl: 212.008 Einwohner.
Anders als in den anderen Qarks Albaniens sind in Lezha lediglich 14,81 Prozent der Einwohner Moslems. Diese sind in erster Linie Sunniten – hinzu kommen die 0,13 Prozent Bektaschiten, Angehörige eines schiitisch geprägten Sufiordens. 72,38 Prozent der Einwohner sind katholische, 0,25 Prozent orthodoxe, 0,06 Prozent evangelische und 0,01 Prozent andere Christen. 1,09 Prozent sind Gläubige ohne Religion und 0,13 Prozent Atheisten. 8 Prozent der Einwohner machten bei der Volkszählung 2011 keine Angaben zur Religionszugehörigkeit.

## Politik und Verwaltung
Der Qark-Rat (alb. Këshilli i Qarkut) zählt 15 Mitglieder.
Der Qark stellt für die 2009 und 2013 beginnenden Legislaturperioden des albanischen Parlaments sieben Abgeordnete von insgesamt 140.
| Gemeinde | Njësitë administrative (alte Gemeinden)                                                  | Kreis   | Einwohner (2023) | Einwohner (2011) |
| -------- | ---------------------------------------------------------------------------------------- | ------- | ---------------- | ---------------- |
| Kurbin   | Fushë-Kuqja, Laç, Mamurras, Milot                                                        | Kurbin  | 34.405           | 46.291           |
| Lezha    | Balldren i ri, Blinisht, Dajç, Kallmet, Kolsh, Lezha, Shëngjin, Shënkoll, Ungrej, Zejmen | Lezha   | 51.354           | 65.633           |
| Mirdita  | Fan, Kaçinar, Kthella, Orosh, Rrëshen, Rubik, Selita                                     | Mirdita | 13.625           | 22.103           |

| Kreis   | Hauptstadt | Fläche  | Einwohner (2011) | Einwohner (2001) | Anzahl Gemeinden |
| ------- | ---------- | ------- | ---------------- | ---------------- | ---------------- |
| Kurbin  | Laç        | 263 km² | 46.291           | 54.519           | 4                |
| Lezha   | Lezha      | 473 km² | 65.633           | 68.218           | 10               |
| Mirdita | Rrëshen    | 867 km² | 22.103           | 37.055           | 7                |